# Gúbia
Una gúbia és una eina manual de la família dels enformadors amb fulla i tall semicirculars.
Usada per a treballar la fusta per fusters, ebenistes, lutiers i gravadors. Les gubies són indispensables en la talla de fusta, una de les formes clàssiques de l'escultura i de les arts decoratives.
La fulla és d'acer trempat i el mànec pot ser de fusta o de material sintètic. A algunes gúbies especialitzades el tall pot adoptar altres formes com la de mitja canya o la d'arc de cercle.

## Descripció
Una gúbia consta d'una fulla d'acer trempat amb un extrem o cap tallant. El tall es forma mitjançant un bisell a la part convexa (o exterior) esmolat de forma apropiada. A l'altre cap de la fulla hi ha un nervi o espiga que serveix per a introduir-la al mànec.

### Forma i ús
Segons el tipus de servei exigit el mànec pot adoptar diverses formes. Formes robustes i reforçades per a fusteria i dissenys més delicats i anatòmics per a la talla de fusta. Hi ha mànecs cilíndrics (destinats a una subjecció similar a la d'un martell) i mànecs pseudoesfèrics (ideals per a reposar en el palmell de la mà distribuint la pressió).
Hi ha mànecs amb adaptadors per a un martell pneumàtic que permeten la talla motoritzada i faciliten els treballs de desbast.
L'ús de gúbies amb impacte d'una maceta permet dosificar l'esforç aplicat i l'efecte de tall. Cada treball exigeix un ús adequat de les eines disponibles.

### Tipus de gúbies
Hi ha moltes menes de gúbies.
Segons el seu tall hi ha els tipus de gúbies següents:
- plana
- de mig punt
- de mitja canya
- de canó
- en colze
- de tall en V.

Un tipus de gúbia especialitzat és el que té el tall en forma de V, molt útil en la talla de fusta. El seu esmolat segueix tècniques particulars.

### Esmolament
Les gúbies de fuster i aquelles emprades en la talla de fusta s'esmolen de manera diferent. Hi ha llibres especialitzats que indiquen la manera correcta d'esmolar-les.